# Hempstead megye
Hempstead megye az Amerikai Egyesült Államokban, azon belül Arkansas államban található. Megyeszékhelye és legnagyobb városa Hope. Lakosainak száma 20 065 fő (2020. április 1.). Hempstead megye Pike, Nevada, Lafayette, Miller, Little River, Howard és Sevier megyékkel határos.

## Népesség
A megye népességének változása:
| Lakosok száma | 22 569 | 22 507 | 22 380 | 22 474 | 22 084 | 20 065 |
|               | 2010   | 2011   | 2012   | 2013   | 2015   | 2020   |